# Дріада (озеро)

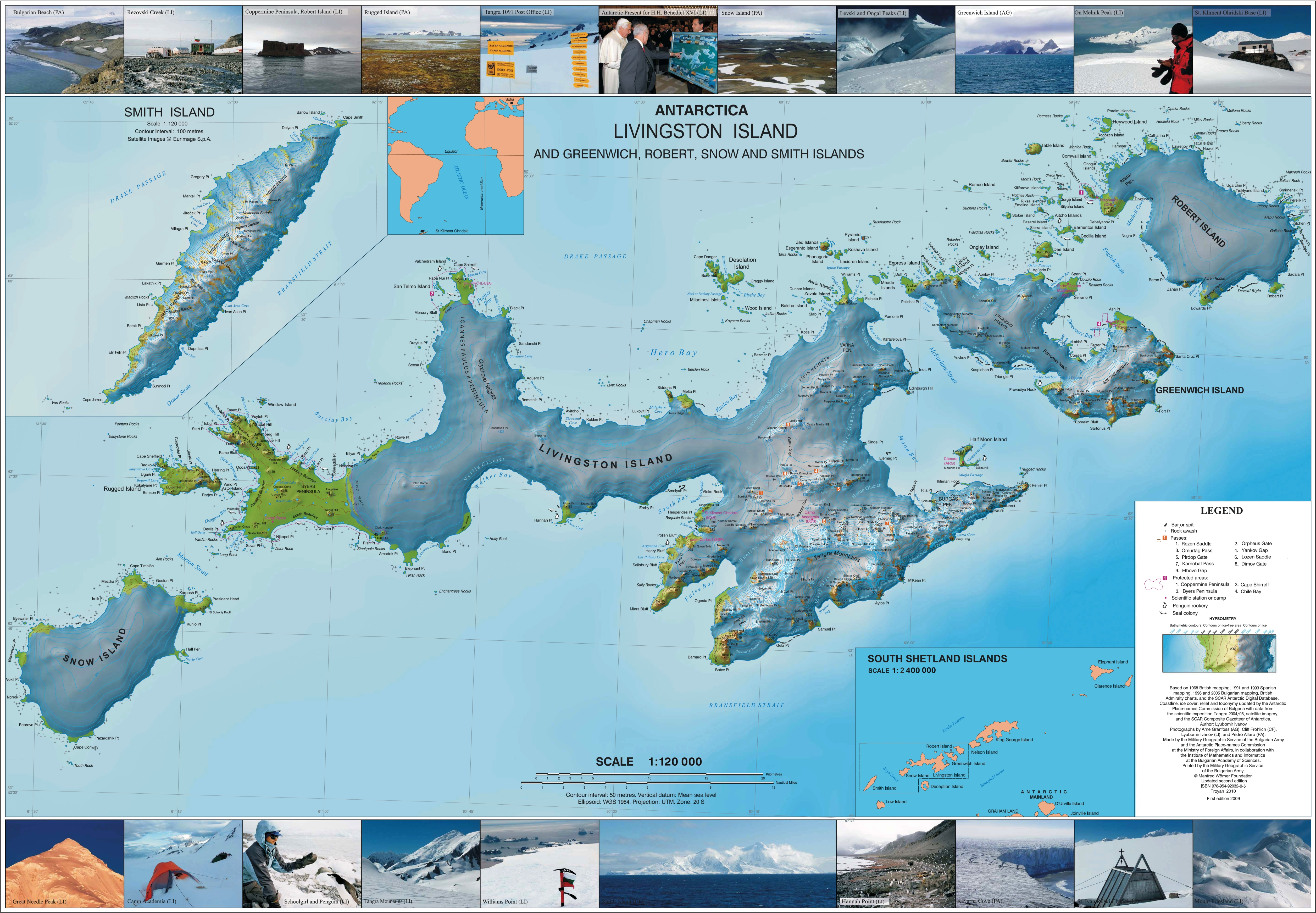
Карта островів Лівінгстон, Гринвіч, Роберт, Сноу та Сміт

Озеро Дріада (болг. езеро Дриада, трансліт. ezero Driada, IPA: [ˈƐzɛro driˈadɐ]) - озеро овальної форми довжиною 190 м у напрямку північ-північний захід на південь-південний схід і шириною 90 м на південно-західному узбережжі острова Лівінгстон на Південних Шетландських островах, Антарктида. Воно має площу поверхні 1,28 га і відокремлене від моря смугою землі шириною від 19 до 25 м. Район відвідували герметики початку 19 століття.
Ця особливість названа на честь дріад, німф у грецькій міфології.

## Розташування
Озеро Дріада розташоване на західній стороні Елефант-Пойнт з центром за координатами 62°41′12″ пд. ш. 60°52′06″ зх. д. / 62.68667° пд. ш. 60.86833° зх. д., що знаходиться в 1,25 км на північ від скелі Теліш, 1,5 км на південний схід від пункту Амадок та 3,25 км на захід-південний захід від точки Бонд. Болгарське Картографування 2009 та 2017 років.

## Карти
- Л. Іванов. Антарктида: острови Лівінгстон та Гринвіч, Роберт, Сноу та Сміт. [Архівовано 24 квітня 2008 у Wayback Machine.] Масштаб 1: 120000 топографічної карти. Троян: Фонд Манфреда Вернера, 2009.ISBN 978-954-92032-6-4
- Л. Іванов. Антарктида: острів Лівінгстон та острів Сміт . Масштаб 1: 100000 топографічної карти. Фонд Манфреда Вернера, 2017.ISBN 978-619-90008-3-0
- Антарктична цифрова база даних (ADD). [Архівовано 5 березня 2017 у Wayback Machine.] Масштаб 1: 250000 топографічної карти Антарктиди. Науковий комітет з антарктичних досліджень (SCAR). З 1993 року регулярно модернізується та оновлюється

## Дивитися також
- Антарктичні озера
- Острів Лівінгстон

## Зовнішні посилання
Ця стаття містить інформацію з Антарктичної комісії з географічних назв Болгарії, яка використовується з її дозволу.